# Форвардер

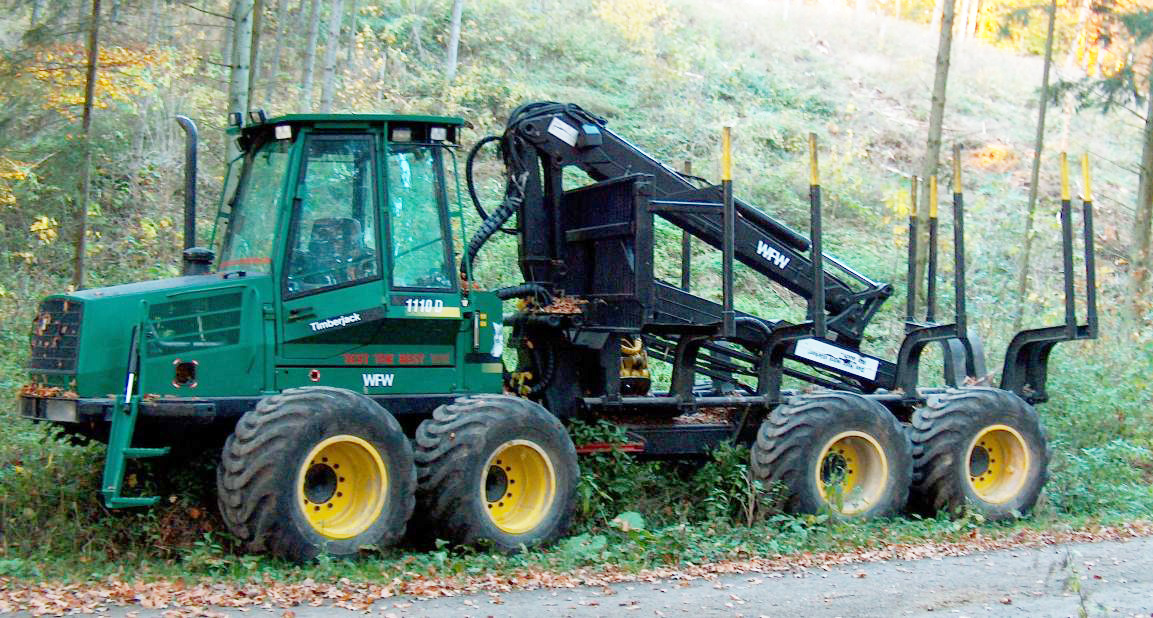
Форвардер WFW Timberjack 1110D

Фо́рвардер (транспортёр-погрузчик) — погрузочное и транспортное средство, относящееся к категории трелёвочных тракторов,  используемое для лесозаготовительных работ. 
В технологические задачи форвардеров входит сбор, подсортировка, доставка сортиментов от места заготовки до лесовозной дороги или склада. Конструктивно форвардер представляет собой самоходную двухмодульную машину, состоящую из погрузочного манипулятора и грузовой тележки. Форвардер вместе с лесозаготовительным комбайном (харвестером) используется при лесозаготовке по так называемой скандинавской технологии, при которой результатом работы на лесосеке является уже готовый к дальнейшей переработке сортимент.

## Основные производители
Основные производители форвардеров в мире:
- Deere & Company
- TimberProtimberpro.com
- Komatsu
- Ponsse
- Logset
- Rottne
- Eco Log
- Амкодор
- JCB